# Национальный совет по мальтийскому языку
Национальный совет по мальтийскому языку (мальт. Il-Kunsill Nazzjonali tal-Ilsien Malti) — регулятор литературного мальтийского языка.
Основан в апреле 2005 года с принятием парламентом Мальты Закона о мальтийском языке (ATT Dwar l-Ilsien Malti) (гл. 470). Его работа заключается в регулировании новых слов, поступающих в мальтийский язык и поддержании стандартизованного мальтийского языка в сфере образования и других сферах. Совет состоит из пяти комитетов: СМИ, Образование, Исследование языка, Переводы и Терминология, а также Развитие мальтийского языка в информационной и технической сферах. Целью Совета является языковое планирование и продвижение мальтийского языка и, таким образом, его улучшение через модернизацию структуры.
Национальный совет по мальтийскому языку является членом EFNIL (European Federation of National Institutions for Language — Европейская Федерация Национальных Языковых Учреждений) в ЕС.